# Kōstas Nestoridīs
Kōnstantinos Nestoridīs, detto Kōstas (in greco: Κωνσταντίνος "Kώστας" Νεστορίδης; Drama, 15 marzo 1930 – Atene, 12 dicembre 2023), è stato un calciatore greco, di ruolo attaccante.

## Palmarès

### Club
- Campionato greco: 1

AEK Atene: 1962-63
- Coppa di Grecia: 1

AEK Atene: 1963-1964
- Victorian Premier League: 1

Slavia Melbourne: 1965-66

### Individuale
- Capocannoniere della Souper Ligka Ellada: 5

1958-59 (21 gol), 1959-60 (33 gol), 1960-61 (27 gol), 1961-62 (29 gol), 1962-63 (23 gol)
- Capocannoniere della Victorian Premier League: 1

1965-66